# Annefors, Fredriksberg
Annefors är ett område i västra Fredriksberg, som domineras av rester från den pappersmassaindustri som bedrevs i området fram till 1970-talet. Området är ett populärt mål för urban explorers.

## Historik
Annefors grundades 1736 som ett järnbruk, strax väster om Fredriksbergs bruk. Annefors och Fredriksberg kom sedermera att växa ihop. Omkring år 1900 byttes järnindustrin ut mot skogsindustri, och Annefors blev det dominerande industriområdet i Fredriksberg, vilket det skulle komma att vara fram till och med 1980-talet då den fjäderfabrik som då fanns på industriområdet lades ned.